# Lot (unitate de măsură)

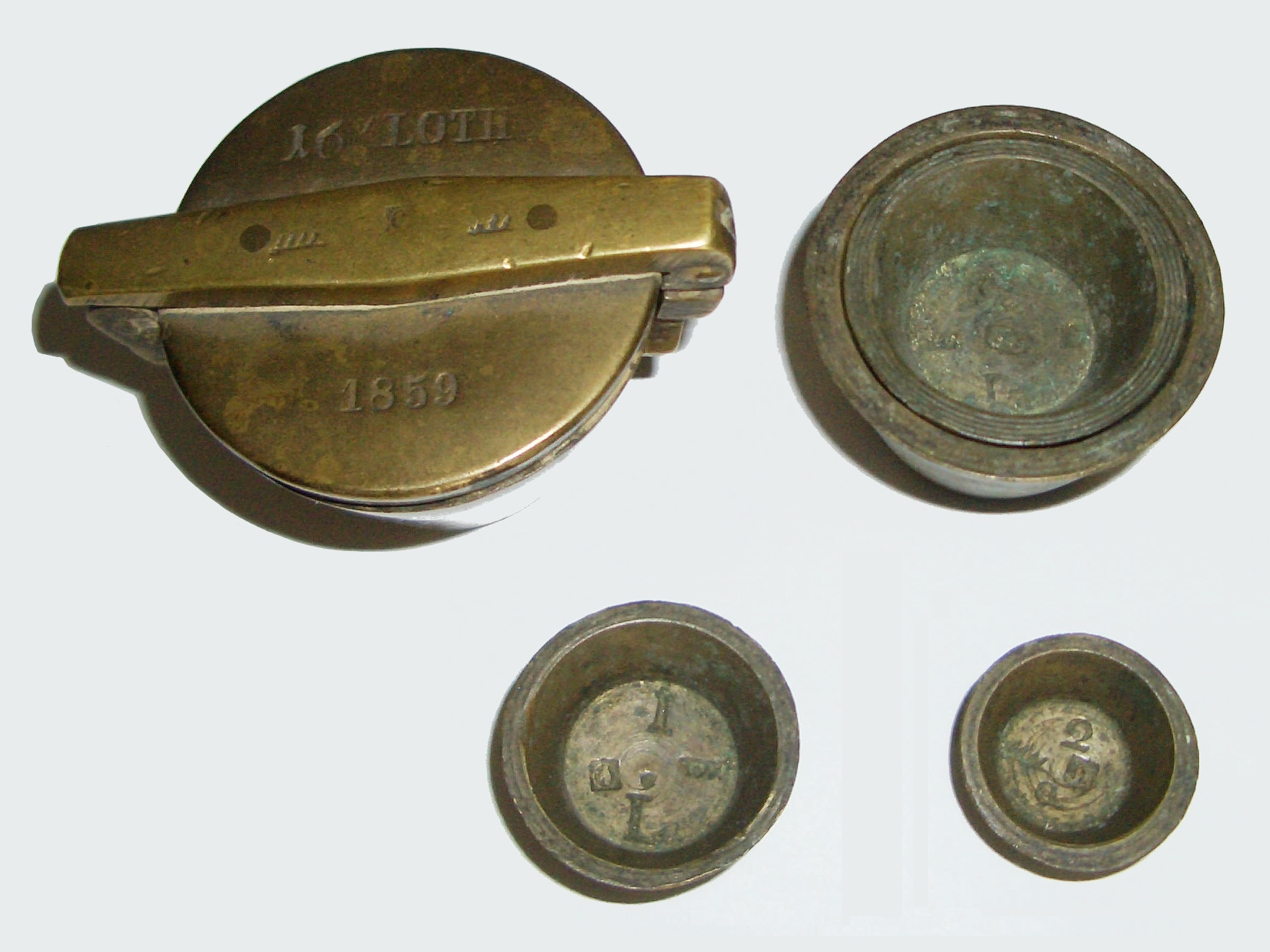
Lot de Württenberg (1859)

Lot (în trecut și Loth) este o unitate de masă care a fost folosită în principal în teritoriile germane și în Scandinavia.

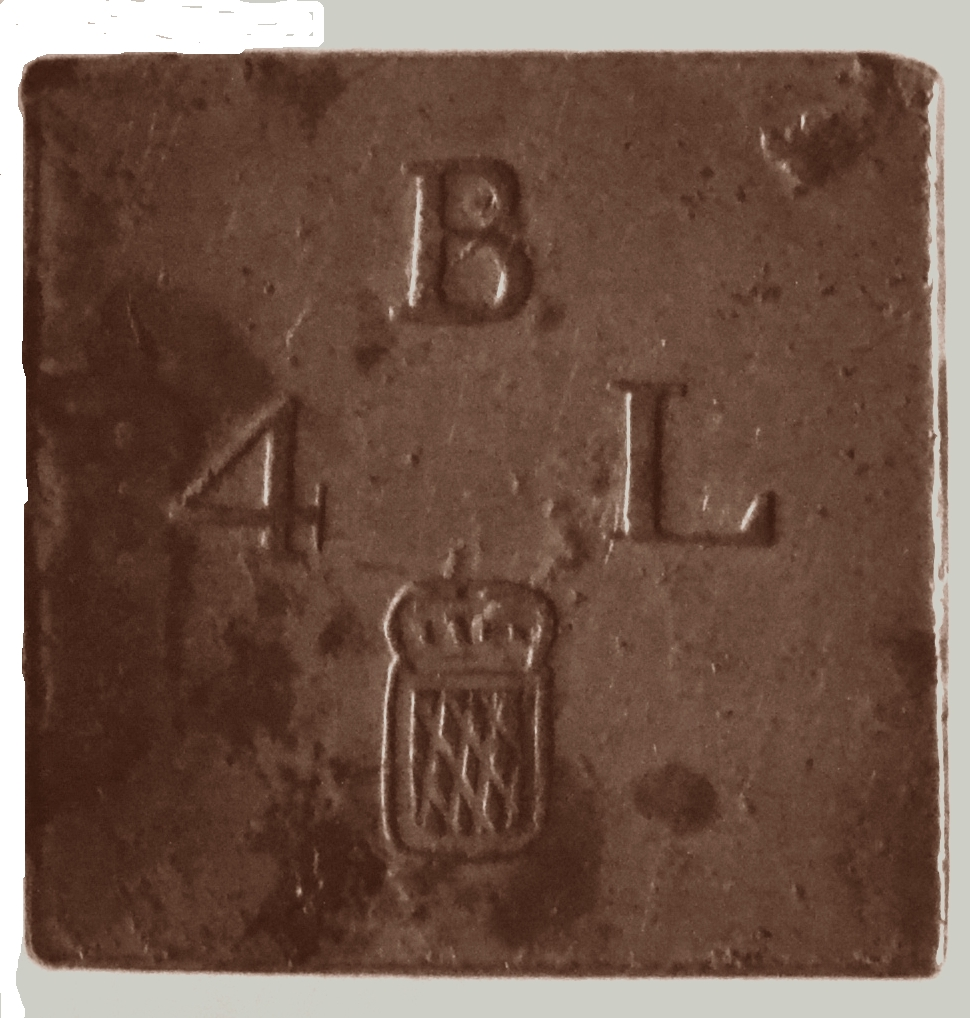
Lot de Bavaria (înainte de 1870), prismatic

Această unitate de măsură a fost înlocuită în sistemul metric cu gramul astfel: în Imperiul German în 1868/1869/1872, în Austria în 1871/1876 și în Elveția în 1875/1877.
Totuși la începutul secolului al XX-lea această unitate de măsură a fost încă folosită în rețetele culinare. Ca regulă descriptivă, imprecisă, un lot este aproximativ echivalent cu o „linguriță plină”.

## Vechiullot
În trecut în Germania, Austria și Elveția se aplica în mod tradițional următorul sistem de greutate:
1⁄32 livră (comercială) = 1 lot = 16 x greutatea unui pfenig = 32 x greutatea unui heller
În funcție de modul de definire a livrei, un lot avea mase diferite în diferite state germane și în diferite perioade de timp, variind între 14 g și 18 g. Câteva exemple:
- 14,606 g înainte de mai 1856 în Prusia, Anhalt, Hesse, Homburg, Frankfurt pe Main, Lippe-Detmold, Schaumburg-Lippe, Mecklenburg-Strelitz, Nassau, Reuss, Saxonia, Saxonia-Altenburg, Saxonia-Coburg, Saxonia-Gotha, Saxonia-Weimar, Schwarzburg-Rudolstadt, Schwarzburg-Sondershausen, Waldeck și Württemberg
- 15,1 g în Mecklenburg-Schwerin
- 15,2 g în Luebeck
- 15,6 g în Baden, Bremen și Marele Ducat de Hesse
- 15 5⁄8 = 15,625 g în Württemberg [3]
- 15,9 g în Saxa-Meiningen
- 17,5 g în Austria
- 17,6 g în Bavaria

## Noullot(lotvamal,lotpoștal)
Regatul Prusiei pe 27 mai 1856 a promulgat legea „greutății generale în întreaga țară” pentru toată uniunea vamală germană care a redefinit greutățile astfel:
- 1 livră = 0,5 kg
- 1⁄30 livră = 1 lot

1 lot corespundea cu 16,666 g și în același timp unui Vereinsthaler (talerul uniunii vamale).
În tabelele de comparație a valorilor unităților de măsură vechi cu cele noi care purtau aceleași nume, un lot folosit în Prusia înainte de 1856 (ca dealtfel și alte unități de măsură) a primit prefixul „vechi”, iar celui nou i s-a adăugat prefixul „nou” sau „vamal”. Din 1858 poșta a numit această unitate de măsură „lot poștal”.
În afară de Prusia, aceaste denumiri ale unităților de greutate se aplica și în Anhalt, Mecklenburg-Schwerin, Mecklenburg-Strelitz, Saxonia și Turingia.
Pe de altă parte, în același timp în nord-vestul Germaniei sistemul de unități a fost mai strâns aliniat cu sistemul metric. În Braunschweig, Bremen, Hamburg, Hanovra, Lübeck, Oldenburg și Schaumburg-Lippe, lot-ul a fost folosit reprezenta a zecea parte din livra vamală (adică 50 g). În celelalte landuri livra era definită ca 32 de lot.
În Austria și Bavaria a existat uneori un „lot metric” de 10 g (abrogat prin lege în 1888). În Austria, Republica Cehă și Polonia, lot-ul există și în prezent ca decagram.
De asemenea, lot-ul a reprezentat o unitate de măsură franceză pentru volumul lichidelor care a fost folosită în regiunea din jurul orașului Lille.
- 1 lot = 2,2613 litri [7]